# Colonialismo tóxico

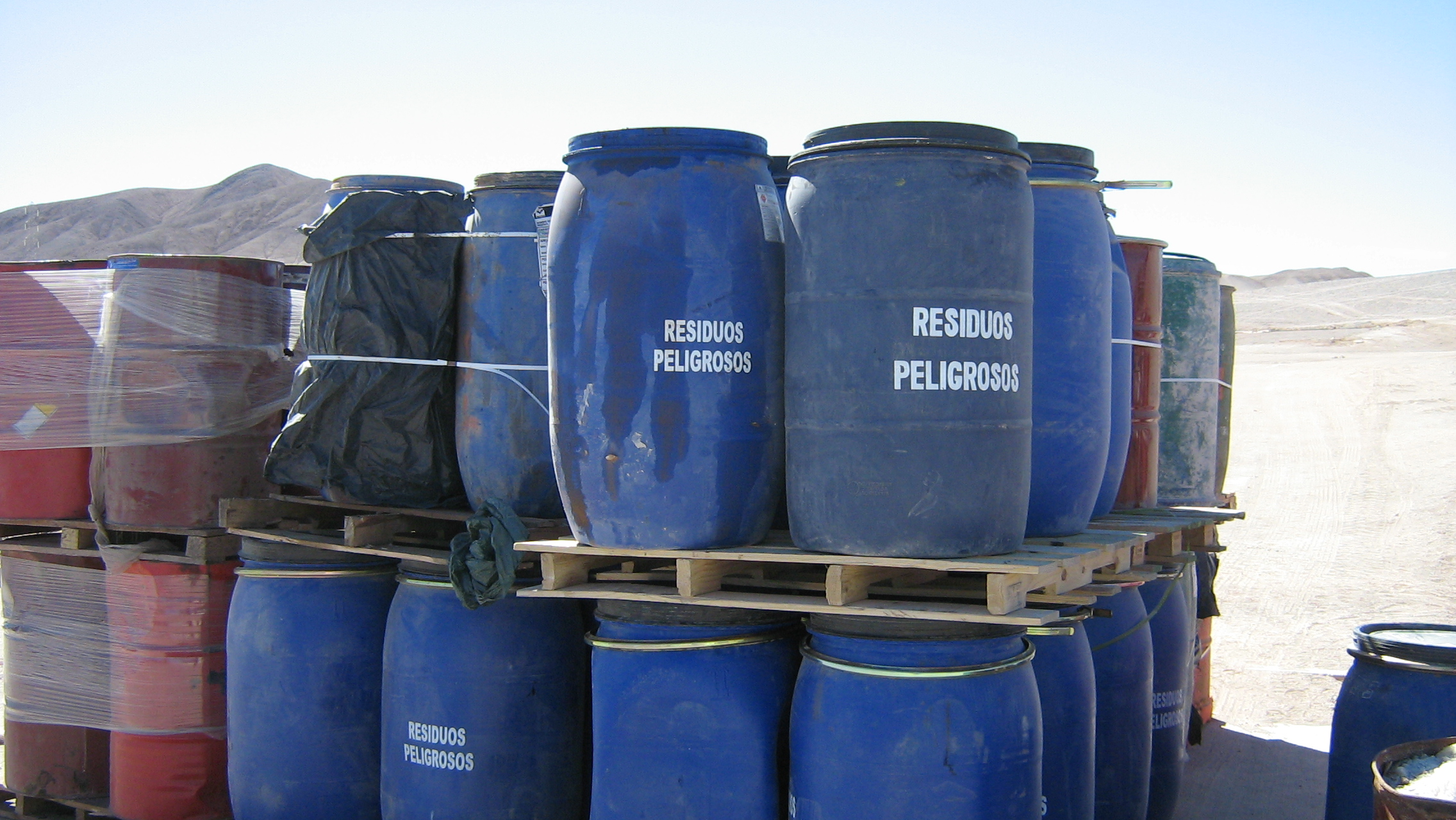
Galões com dejetos tóxicos e perigosos

Colonialismo tóxico, ou colonialismo de resíduos tóxicos, é a relação que se estabelece no comércio global de resíduos quando países desenvolvidos exportam resíduos perigosos para países em desenvolvimento.

## Histórico
Em 1992, 'colonialismo tóxico' foi uma frase cunhada por Jim Puckett do Greenpeace para o despejo de resíduos industriais do Ocidente em territórios do Sul Global. O termo refere-se a práticas de nações desenvolvidas que se livram de resíduos tóxicos ou resíduos perigosos, enviando-os para áreas menos desenvolvidas do mundo. As comunidades afetadas normalmente carecem de recursos, conhecimento, organização política ou capital para resistir à prática. Nos EUA, o termo também pode ser aplicado à exploração de reservas nativas americanas, onde diferentes regulamentações ambientais permitem que a terra seja mais facilmente usada para locais de despejo.

De acordo com a publicação The Diplomat, especializada no continente asiático:
"Na década de 1980, os países desenvolvidos começaram a endurecer a legislação em torno do descarte de resíduos e padrões de saúde. Como resultado, para evitar suas próprias regulamentações ambientais e o alto custo associado a elas, as nações ricas começaram a exportar seu lixo para as nações em desenvolvimento. Em vez de gerenciar e conter seus próprios resíduos plásticos e perigosos, os países desenvolvidos os exportavam em contêineres para os países em desenvolvimento, que não possuíam instalações adequadas para armazená-los ou descartá-los. Na década de 1980, um novo termo foi cunhado para descrever essa prática: 'Colonialismo do lixo'".

## Colonialismo tóxico e racismo ambiental
O que diferencia o colonialismo tóxico do racismo ambiental é que o colonialismo tóxico é, especificamente, a prática de atingir comunidades pobres não-brancas em nações em desenvolvimento para eliminação de resíduos e/ou experimentação com tecnologias de risco. Já o racismo ambiental é a distribuição desigual de riscos ambientais com base na raça/cor. Em outras palavras, o colonialismo tóxico pode ser visto como "micro", pois se concentra em uma área ou grupo específico de pessoas. O racismo ambiental pode ser visto como "macro", pois examina a questão em maior escala e de forma estrutural.

## Relevância
Houve inúmeros efeitos adversos do colonialismo tóxico sobre as pessoas e o meio ambiente, embora um positivo relatado do colonialismo tóxico inclua ganhos econômicos para as nações em desenvolvimento. A história mostra que o impacto geral do despejo de resíduos tóxicos nessas nações foi devastador e comprometeu severamente todos os aspectos da saúde humana.
Em um estudo de caso para o protocolo adicional à Convenção de Genebra em 2010, o pesquisador Bashir Mohamed Hussein detalha um relato de despejo de resíduos tóxicos e radioativos na Somália e seus efeitos: "o PNUMA (...) reportou que a população estava reclamando de problemas de saúde incomuns, incluindo infecções respiratórias, tosse seca intensa, sangramento na boca, hemorragia abdominal e reação química incomum na pele (...) Da mesma forma, médicos somalis e não somalis que trabalham na Somália relataram uma incidência excessiva de câncer, doenças desconhecidas, abortos espontâneos de mulheres grávidas e malformação infantil."
O impacto dos resíduos tóxicos para os seres humanos foi evidenciado pela pesquisa, assim como o fato de que as nações que sofrem os efeitos desse comportamento colonialista são os países em desenvolvimento, com escassos recursos, conhecimento ou capital para compreender o efeitos e lidar com os processos a que foram submetidos.

### Aspectos socioeconômicos
Apesar dos muitos efeitos à saúde gerados pelo colonialismo tóxico, esses são muitas vezes ofuscados pelos interesses econômicos das nações em desenvolvimento e desenvolvidas. Um dos principais aspectos socioeconômicos do colonialismo tóxico é o ganho de capital e o dinheiro. Jennifer Kitt afirma que "os países desenvolvidos querem economizar dinheiro e os países em desenvolvimento querem ganhá-lo". Há poucos relatos sobre as preocupações com a saúde a que os países em desenvolvimento submetem seus povos, desde que haja um ganho monetário ou econômico e o mundo desenvolvido aproveite isso ao máximo para economizar recursos, e "as diferenças de riqueza e renda entre países em desenvolvimento nações e nações desenvolvidas cresceram continuamente ao longo do século passado.
À medida que as nações em desenvolvimento buscam impulsionar o crescimento econômico, a aplicação das poucas regulamentações de resíduos perigosos em vigor muitas vezes cai no esquecimento. Muitas agências nesses países em desenvolvimento não têm recursos para dar aprovações ou fazer cumprir seus regulamentos". Apesar disso, “os países desenvolvidos geralmente têm regulamentações ambientais cada vez mais rigorosas que regem o descarte doméstico de resíduos perigosos. Quando os custos de conformidade são combinados com uma maior quantidade de resíduos e oposição local ao descarte, eles geralmente produzem custos de descarte drasticamente maiores para resíduos perigosos."
É eficaz para os países desenvolvidos buscar os menos desenvolvidos e oferecer-lhes a ideia de alívio econômico a um custo ambiental aparentemente menor, mas substancial. Em alguns casos, os fundos monetários não são a única coisa trocada entre nações desenvolvidas e em desenvolvimento. Por exemplo, "as partes beligerantes somalis costumavam aceitar resíduos perigosos e altamente tóxicos em troca de exército e munição".  A necessidade de as nações desenvolvidas se absterem de lidar com os compromissos excessivos de resíduos tóxicos também é uma força motriz relatada por trás do colonialismo tóxico.

## Progresso
Ao longo das últimas décadas, houve melhorias na proteção ambiental que tentaram acabar com o despejo ilegal de resíduos tóxicos em todo o mundo. A Convenção da Basileia em 1989 foi um tratado assinado por 105 países e tinha como objetivo regular o transporte internacional de substâncias tóxicas. Apesar do tratado, milhões de toneladas de materiais tóxicos e perigosos continuam sendo transportados legal e ilegalmente dos países mais ricos para os países mais pobres a cada ano. A história da suburbanização revela que, embora muitas forças tenham contribuído para a descentralização, ela foi em grande parte um empreendimento excludente.
Em 1992, os EUA estabeleceram o US Environmental Act em uma tentativa de identificar áreas ameaçadas pelos mais altos níveis de produtos químicos tóxicos e garantir que grupos de indivíduos residentes nessas áreas tenham oportunidades e recursos para participar de discussões públicas sobre localização e limpeza de instalações industriais. Uma organização que luta contra o colonialismo tóxico é a Basel Action Network (BAN), que está focada em enfrentar os impactos da injustiça ambiental global e da ineficiência econômica do comércio de tóxicos (resíduos, produtos e tecnologias tóxicos).